# Арсенко Арсен Діонисович
Арсе́н Діони́сович Арсе́нко (справжнє прізвище: Попсуйша́пка; нар. 15 березня 1903 — пом. 30 серпня 1945) — український та білоруський оперний та камерний співак (баритон), заслужений (1940) та народний артист Білоруської РСР (1944).

## Життєпис
Народився Арсен Діонисович Попсуйшапка 15 березня 1903 року у слободі Нова Водолага Нововодолазької волості Валківського повіту Харківської губернії Російської імперії (тепер — селище Харківського району Харківської області України).
По закінченню школи, у 1924 році, вступив до Харківського музично-драматичного інституту — клас вокалу (клас Вітте). Артистичну діяльність розпочав у 1925 році (концертами).
У 1928 році — закінчив інститут. Запрошений у пересувну трупу Правобережної України.
Із 1928 по 1930 рік — соліст пересувної Правобережної опери (Харківського пересувного театру опери та балету); виконував партії Онєгіна і Ескамільйо.
Із 1930 по 1934 рік — соліст Одеського театру опери та балету.
Із 1934 по 1936 рік — соліст Дніпропетровського театру опери та балету. Як один із здібних співаків, направлений у творче відрядження до Москви, став солістом Большого театру (працював у театрі із 1936 по 1937 рік).
Із 1937 по 1945 рік — в Мінську, соліст Білоруського оперного театру. За творчу участь у декаді білоруського мистецтва в Москві нагороджений орденом Трудового Червоного Прапора (1940).
В часи Другої світової війни працював в Казанському театрі опери і балету, виступав на концертах для військових, з акторською трупою виїжджав на фронти, нагороджений орденом Червоної Зірки (1943).
Трагічно загинув 30 березня 1945 року у Мінську. Похований на Військовому кладовищі Мінська.
Дружина, Валентина Костянтинівна, була солісткою Білоруського оперного театру.

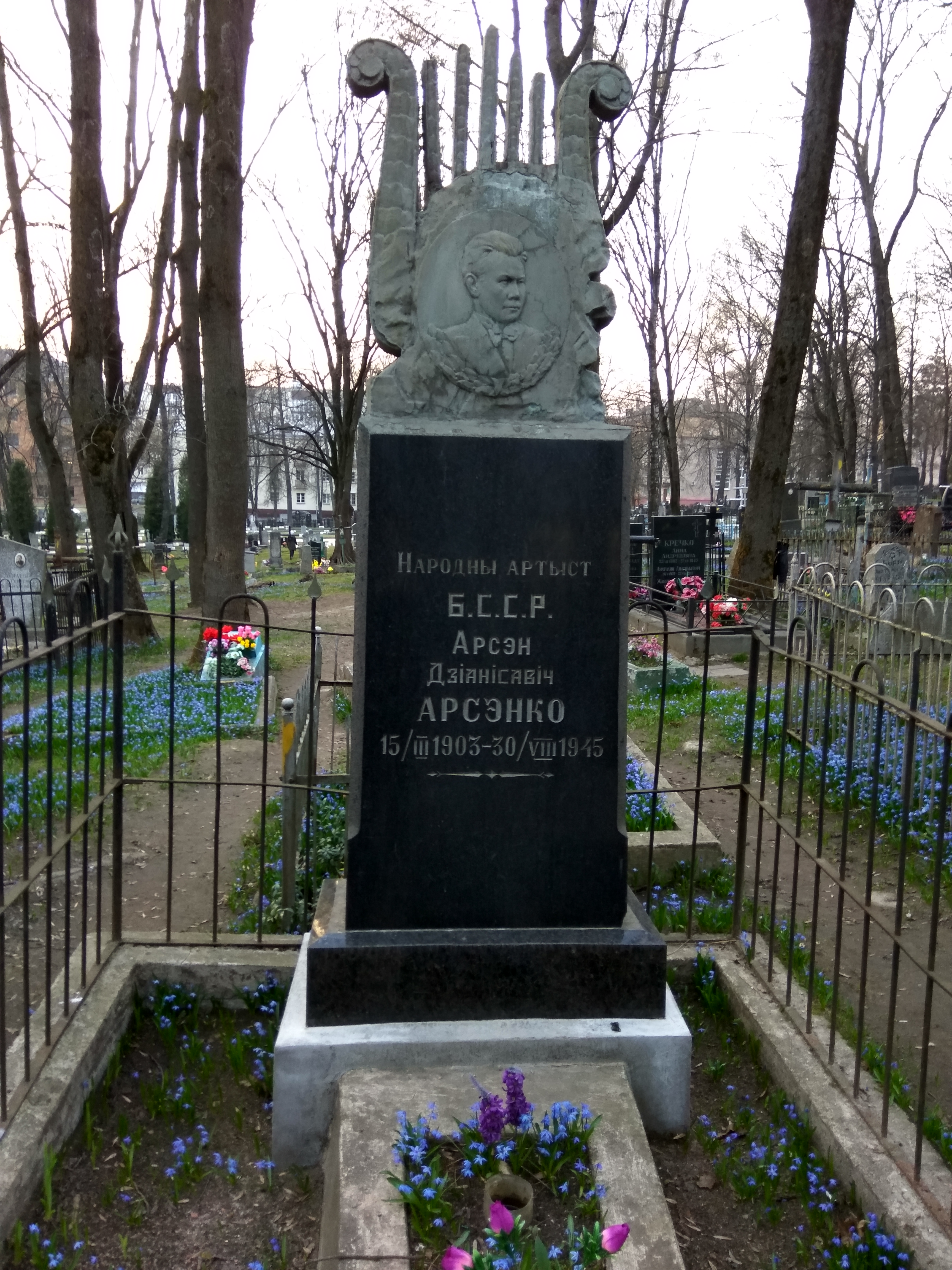
Могила на Військове кладовище Мінська
2018

## Партії
Перший виконавець головних партій в білоруських операх:
- Кузьмич — «В пущах Полісся» Анатолія Богатирьова
- Андрій — «Квітка щастя» Олексія Туренкова (1940)
- Дмитрок — «Михась Подгорний» Євгена Тикоцького
- Апанас — «Алеся» Тикоцького.

Найкраща акторська робота — партія Фігаро в «Севільському цирульнику» Джоаккіно Россіні.
Серед інших виконаних оперних партій:
- Карась — «Запорожець за Дунаєм» Семена Гулака-Артемовського
- Онєгін, Єлецький — «Євгеній Онєгін», «Пікова дама» Петра Чайковського
- Ескамільо — «Кармен» Жоржа Бізе
- Жермон, Ріголетто — «Травіата», «Ріголетто» Джузеппе Верді
- Валентин — «Фауст» Шарля Гуно

На концертах співав пісні, зокрема, на слова Тараса Шевченка і музику Миколи Лисенка, а також співав народні пісні, виконував камерні твори.
Літературні критики характеризували його виконання високою вокальною культурою, відзначали оригінальну музичну і сценічну інтерпретацію образів.
Записав грамплатівки з піснями.
Спеціально для Арсенка написана партія Кастуся в опері білоруського композитора Дмитра Лукаса «Кастусь Калиновський» (1947).